# Manaíra
Manaíra is een gemeente in de Braziliaanse deelstaat Paraíba. De gemeente telt 11.366 inwoners (schatting 2009).